# سوینگفیلد
سوینگفیلد (به انگلیسی: Swingfield) یک روستا و محله مدنی در بریتانیا است که در Folkestone and Hythe واقع شده‌است. سوینگفیلد ۱٬۲۲۷ نفر جمعیت دارد.